# The Canals of Venice (film 1913)
The Canals of Venice è un cortometraggio muto del 1913. Il nome del regista non viene riportato nei credit del film, un documentario su Venezia.

## Produzione
Il film fu prodotto dalla Vitagraph Company of America.

## Distribuzione
Distribuito dalla General Film Company, il documentario - un cortometraggio di 75 metri - uscì nelle sale cinematografiche statunitensi l'11 novembre 1913. Nelle proiezioni, veniva programmato con il sistema dello split reel, accorpato in un'unica bobina con un altro cortometraggio prodotto dalla Vitagraph, il drammatico The Price of Thoughtlessness.